# Hold Me Now
Chansons représentant l'Irlande au Concours Eurovision de la chanson
You Can Count On Me
(1986) Take Him Home
(1988)
Chansons ayant remporté le Concours Eurovision de la chanson
 J'aime la vie
(1986)  Ne partez pas sans moi
(1988)
Hold Me Now (« Serre-moi maintenant ») est la chanson gagnante du Concours Eurovision de la chanson 1987, interprétée par le chanteur irlando-australien Johnny Logan. C'est la 3e victoire de l'Irlande à l'Eurovision et la seconde fois que Johnny Logan remporte le concours, après son autre victoire en 1980 avec la chanson What's Another Year.

## À l'Eurovision
Elle est intégralement interprétée en anglais, langue nationale, comme l'impose la règle entre 1976 et 1999.

## Classements

### Classements hebdomadaires
| Classement (1987)                      | Meilleure position |
| -------------------------------------- | ------------------ |
| Allemagne (Media Control AG)           | 2                  |
| Autriche (Ö3 Austria Top 40)           | 4                  |
| Belgique (Flandre Ultratop 50 Singles) | 1                  |
| Irlande (IRMA)                         | 1                  |
| Norvège (VG-lista)                     | 2                  |
| Pays-Bas (Single Top 100)              | 3                  |
| Royaume-Uni (UK Singles Chart)         | 2                  |
| Suède (Sverigetopplistan)              | 2                  |
| Suisse (Schweizer Hitparade)           | 6                  |